# Istupe-Isar
Istupe-Isar (Ištup-Išar) foi um rei (Lugal) do segundo reino Mariote que reinou c. 2400 a.C. O nome do rei era tradicionalmente lido como Istupe-Isar, com -sar (-šar) sendo um elemento divino comum em nomes pessoais atestados na região. No entanto, o nome do rei é lido como Istupe-Isar por Alfonso Archi, sendo Ishar uma importante divindade da justiça adorada em Mari e Ebla.
Em uma carta escrita pelo rei de Mariote, Enna-Dagan, Ishar é comprovado conquistando e destruindo as cidades Eblaitas de Lalanium e Emar.